# Paderbornisches Infanterieregiment
Das Paderbornische Infanterieregiment war eine mehrfach im 17. und 18. Jahrhundert zu einem Regiment zusammengefasste militärische Einheit des Hochstifts Paderborn. Das Regiment wurde nach den Namen seiner Inhaber unterschiedlich bezeichnet.

## Geschichte

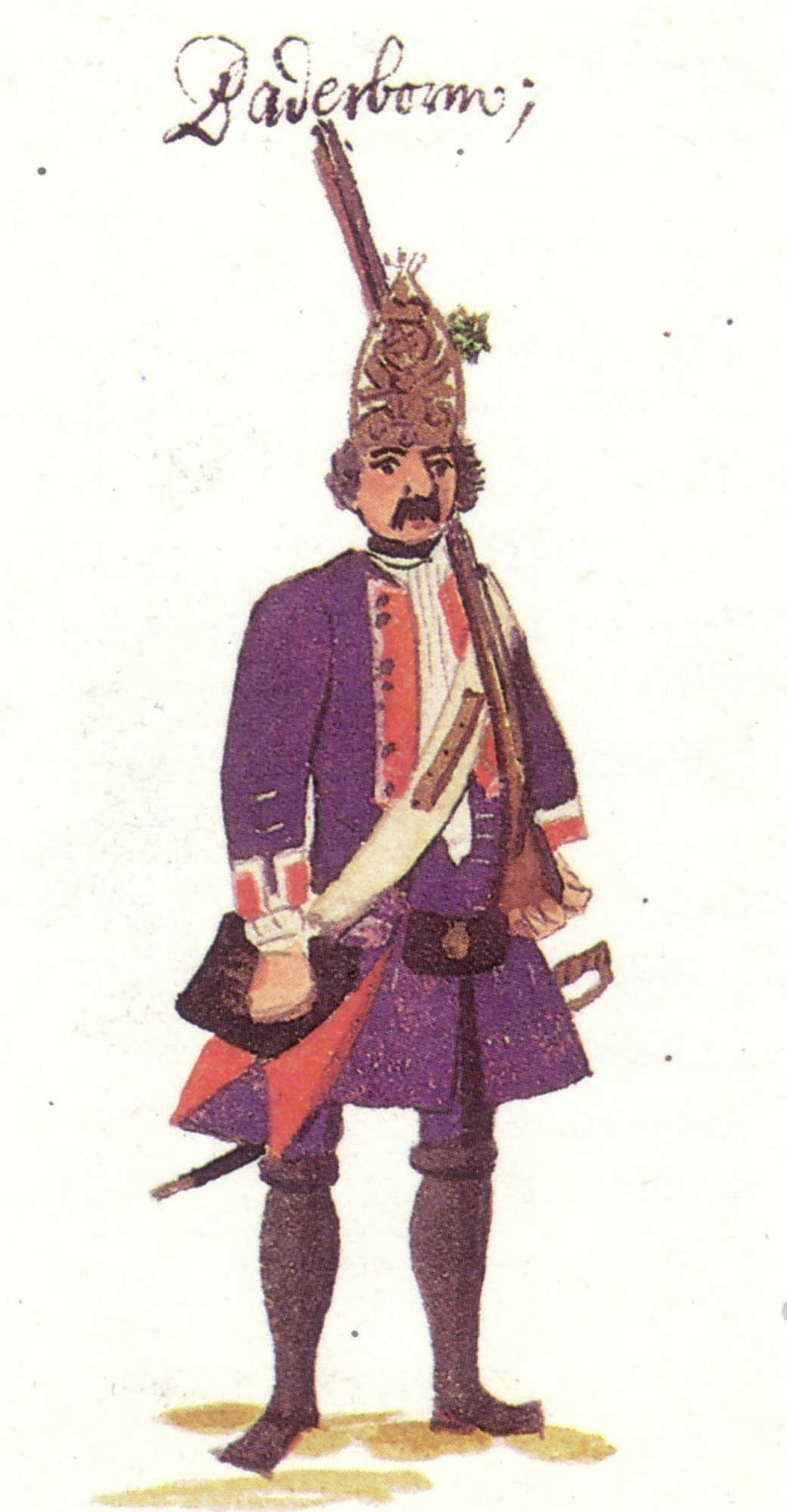
Paderbornischer Grenadier des Regiments Wenge zu Fuß im Polnischen Erbfolgekrieg vor Philippsburg 1734 – Zeitgenössische Gudenus-Handschrift

Um den Verpflichtungen im Heiligen Römischen Reich nachzukommen, stellte das kleine geistliche Fürstentum Paderborn regelmäßig Kontingente des niederrheinisch-westfälischen Kreises für die Reichsarmee.

### Formationsgeschichte und Standorte
1702 wurden für die „Westfälische Kreisarmatur“ 332 Infanteristen genannt. Nur unzureichend erfüllte Paderborn die Erwartungen von Kaiser und Reich. Die genaue Größe des Regiments ging über ein Bataillon (etwa 500 bis über 800 Mann) Infanterie nicht hinaus. Die Infanterie bestand aus 3–5 Musketier- und einer Grenadierkompanie. Nach dem Siebenjährigen Krieg konnte 1763 aus den zurückkehrenden Soldaten nur eine „Leibgrenadierkompanie“ aufgestellt werden, bis 1768 wieder eine Musketierkompanie errichtet wurde. Dieses Paderborner 'Zweikompaniensystem' blieb bis zur Auflösung der Truppe im Zuge der Eingliederung des Hochstifts in den preußischen Staat 1802 erhalten. Neben den aktiven Kompanien bestand in Neuhaus eine Invalidenkompanie. In Friedenszeiten war das paderbornische Infanterieregiment sowohl in Paderborn (Musketiere) als auch in der Residenz Neuhaus (Grenadiere, Invaliden) stationiert. Die Einquartierung der Truppen erfolgte wie allgemein in Europa üblich nicht in Kasernen, sondern bei der Zivilbevölkerung. Beliebt waren die Landessoldaten auch deshalb nicht, was in Anfeindungen während des „Kaffeelärms“ 1781 exemplarisch zum Ausdruck kam.

### Einsatzgeschichte
Trotz teilweise miserabler Ausstattung und sicher schlechter Ausbildung nahm das paderbornische Regiment an mehreren Feldzügen teil. Den ersten Einsatz hatten die paderbornische Infanteristen 1689 bei der erfolgreichen Belagerung von Bonn im Pfälzischen Erbfolgekrieg gegen Frankreich. Paderbornische Truppen nahmen auch am Spanischen Erbfolgekrieg, am Polnischen Thronfolgekrieg (Belagerung von Philippsburg (1734)) und am Türkenkrieg 1736–1739 in Ungarn mit einer nominellen Stärke von 819 Mann teil, mit großen Verlusten. 1745 rückten die Paderbornischen im Österreichischen Erbfolgekrieg mit verbündeten Kurhannoverschen und Hessen-Kasselschen in das Herzogtum Westfalen ein. Den längsten Feldzug unternahmen die Truppen in Thüringen und Sachsen 1757–1763 im Siebenjähren Krieg, in dem sie wohl auf Grund ihres schlechten Zustandes niemals an größeren Schlachten teilnahmen. Schließlich gerieten sie am Eckartsberg in preußische Gefangenschaft. Eine neu geworbene Einheit kam wohl nicht mehr zum Einsatz. An den ersten beiden Koalitionskriegen 1792–1802 nahmen die Paderbornischen nicht mehr teil, die Auflösung erfolgte 1802 durch die Annexion des Landes durch Preußen.

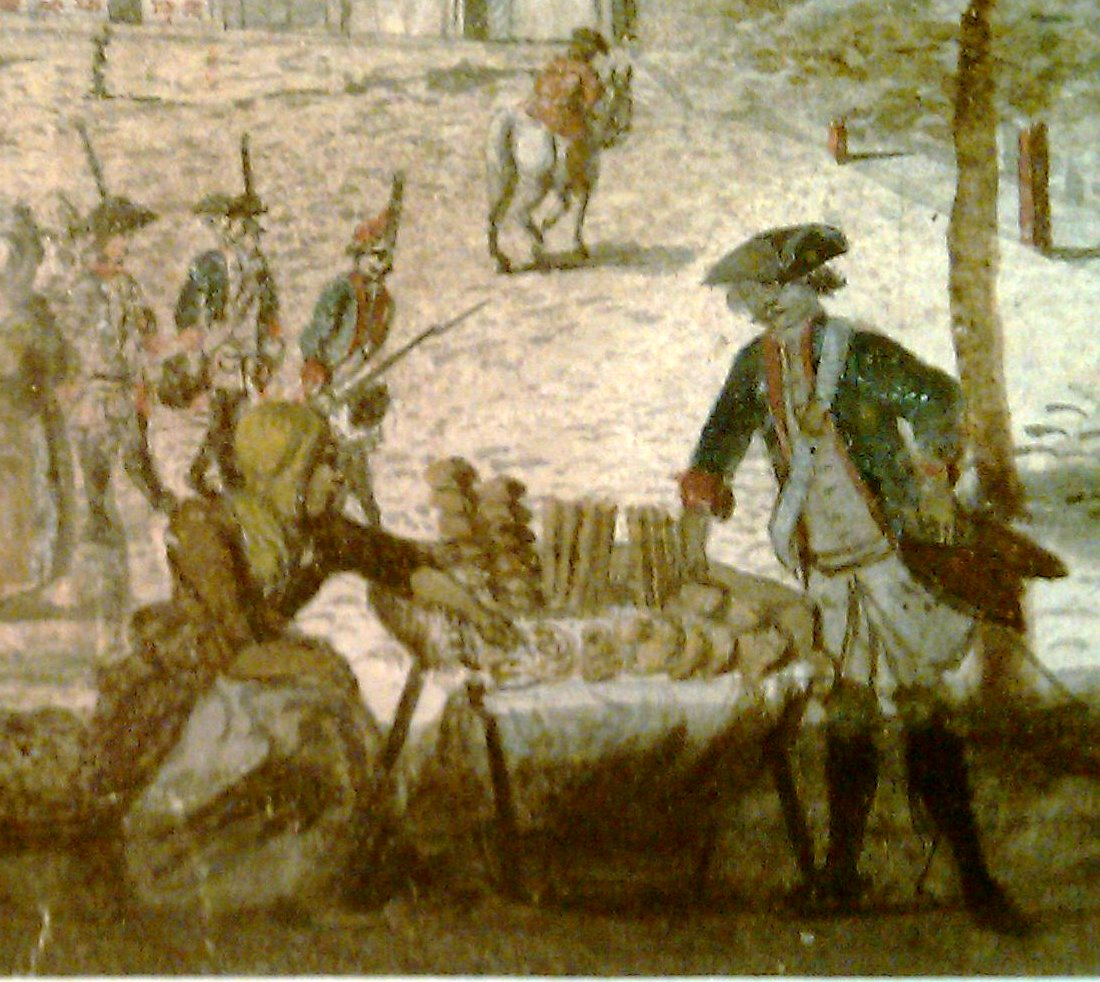
Paderbornisches Regiment auf dem Marktplatz von Paderborn 1755 (Aquarell von Gleseker), Stadtmuseum Paderborn
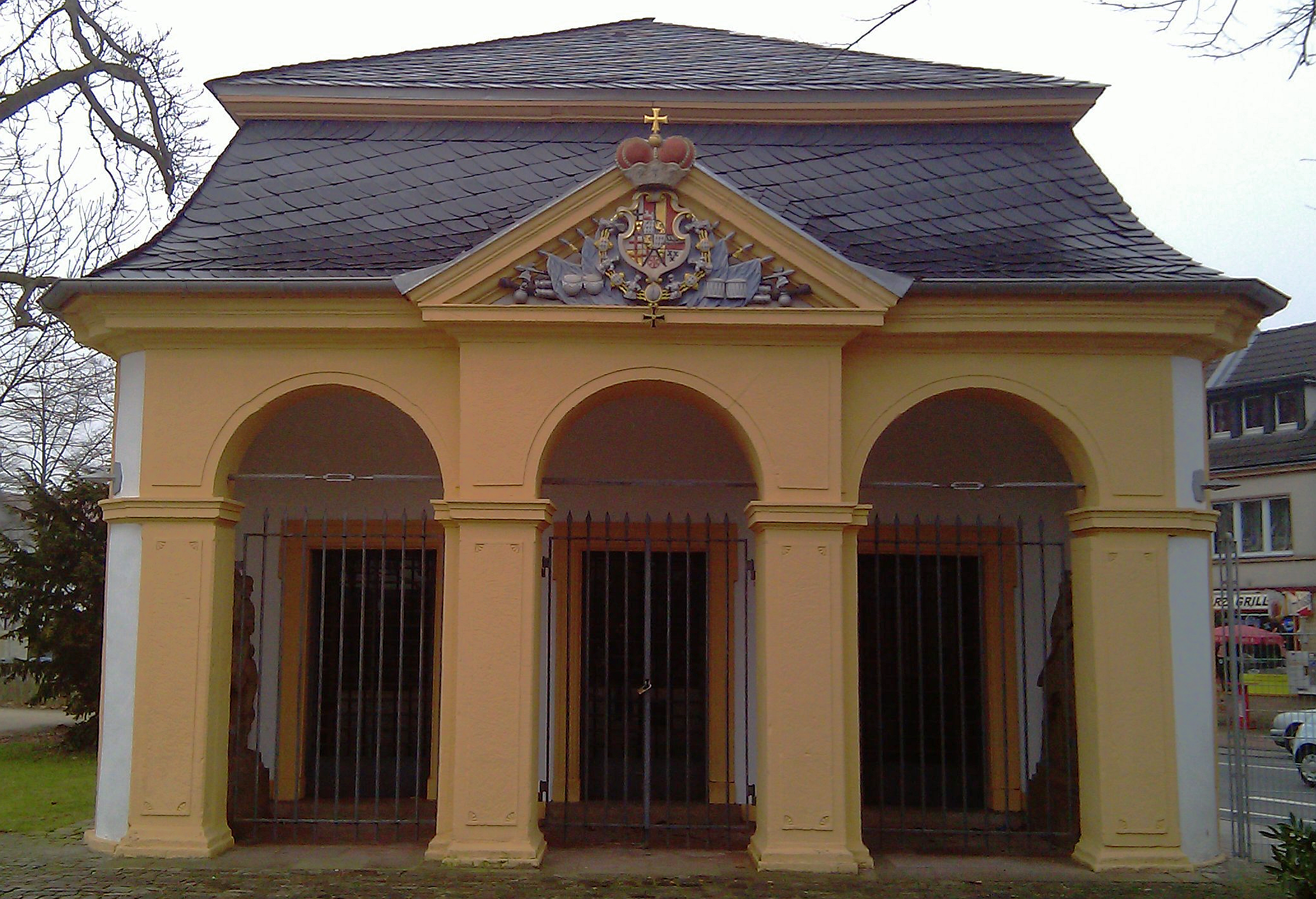
Die Schlosswache der Grenadiere in der Residenz Neuhaus. Das einzig erhaltene Gebäude des fürstbischöflichen Militärs (1733).
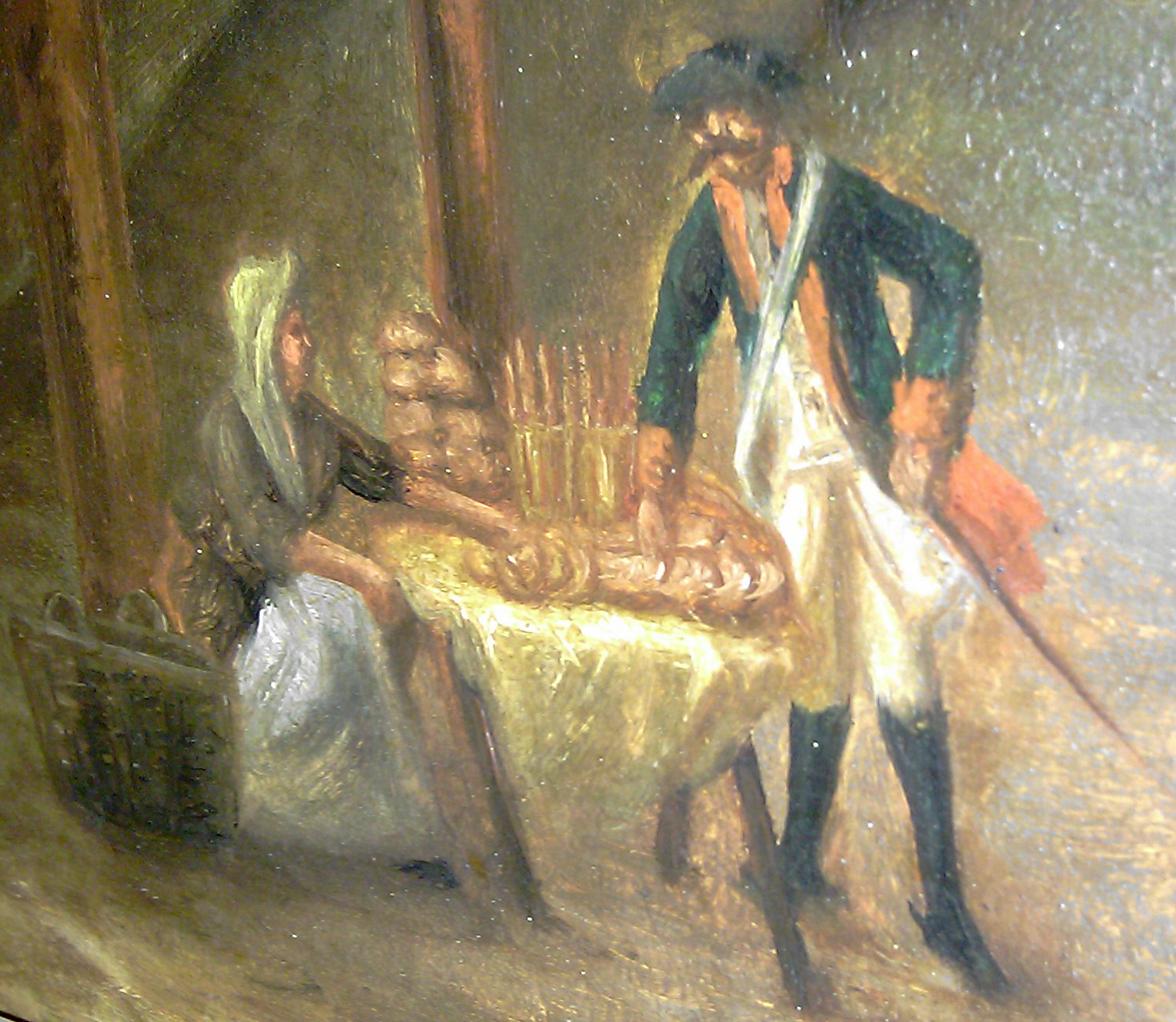
Paderbornischer Musketier auf dem Marktplatz von Paderborn ca. 1755 (Gemälde von Gleseker), Historisches Museum im Marstall (Paderborn).
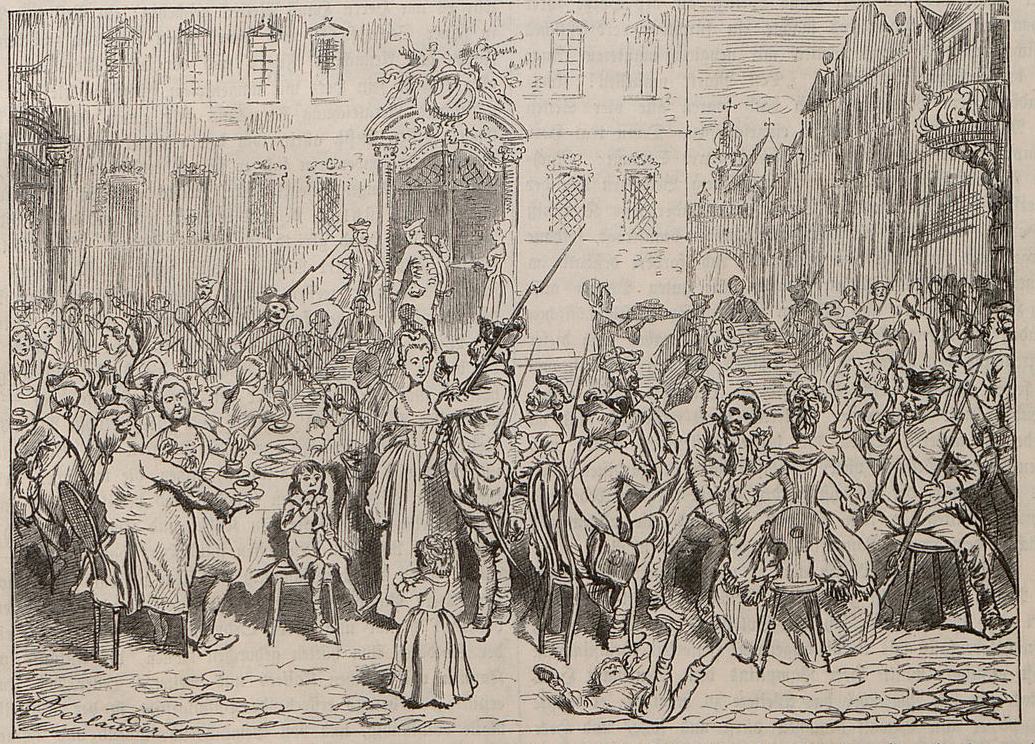
Satirische Darstellung des Regiments während des Kaffeelärms 1781 in den Fliegenden Blättern 1878.

## Prominente Angehörige des Regiments
- Johann Conrad Schlaun